# Meherzia Labidi Maïza
Pour les articles homonymes, voir Labidi et Maïza.
Meherzia Labidi Maïza (arabe : محرزية العبيدي معيزّة), née Meherzia Labidi le 17 décembre 1963 à El Meziraâ (près de Grombalia dans le gouvernorat de Nabeul) et morte le 22 janvier 2021 dans le 19e arrondissement de Paris, est une femme politique tunisienne, traductrice-interprète de profession.

## Biographie
Née Meherzia Labidi le 17 décembre 1963 à El Meziraâ dans la délégation d'Hammamet rattachée au gouvernorat de Nabeul, elle fait ses études secondaires au lycée mixte de Grombalia. Elle étudie ensuite à l'École normale supérieure de Sousse jusqu'en 1986. Elle part alors en France avec son mari, ingénieur en télécommunications, pour étudier à l'École supérieure d'interprètes et de traducteurs de la Sorbonne-Nouvelle (spécialité traduction économique et juridique). Titulaire d'un master en traduction économique et d'un diplôme d'études approfondies en littérature anglaise et en études théâtrales en 1992, elle enseigne la traduction à l'Institut européen des sciences humaines à Saint-Denis.
Elle tient des conférences sur l'éducation dans les sociétés multiculturelles, la femme, la religion et la société. Militante de Religions for Peace, ONG internationale reconnu auprès de l'ONU, elle est présidente du Global Women of Faith Network à partir de 2006,,. En 2009, elle est membre du Conseil européen des leaders religieuses. Elle se prononce contre le port du niqab lors des débats sur le projet de loi l'interdisant en France.
Le 23 octobre 2011, après la révolution tunisienne, elle est élue à l'assemblée constituante comme représentante du mouvement Ennahdha dans la circonscription France 1. Le 22 novembre, elle accède à la première vice-présidence de l'assemblée,,.
Citoyenne française et tunisienne, fille d'un imam père de huit enfants, sa double nationalité fait l'objet d'une controverse de la part de ses détracteurs,. Elle est mariée et mère de deux filles et un garçon. En 2013, son mari et ses enfants résident en France.
Le 11 mars 2014, elle reçoit des prostituées de la maison close de Sousse, demandant la réouverture de leur maison close fermée depuis plus d'un an, et promet de faire parvenir leurs voix aux autorités compétentes.
Elle est élue à l'Assemblée des représentants du peuple lors des élections du 26 octobre 2014, cette fois-ci dans la deuxième circonscription de Nabeul. Le 26 mars 2020, elle succède à Ahmed Gaâloul, devenu ministre dans le gouvernement Fakhfakh, et redevient députée de la même circonscription.
Atteinte d'une maladie neurologique foudroyante, elle est évacuée le 15 novembre 2020 vers la France, où elle meurt le 22 janvier 2021 dans le 19e arrondissement de Paris. Sa dépouille est rapatriée le lendemain et enterrée à Grombalia le 24 janvier.

## Distinction
- Chevalier de l'ordre tunisien du Mérite, 2014[19].

## Publications
- Meherzia Labidi Maïza et Laurent Klein, Abraham, réveille-toi, ils sont devenus fous, Paris, Éditions de l'Atelier, 2004, 135 p. (ISBN 978-2708237698).
- Alain Houziaux (dir.), Y a-t-il quelque chose après la mort ?, Paris, Éditions de l'Atelier, 2004, 108 p. (ISBN 978-2708237674).
- Alain Houziaux (dir.), La religion peut-elle rendre heureux ?, Paris, Éditions de l'Atelier, 2005, 116 p. (ISBN 978-2708237940).
- Joseph Boyer, Patrick Colle, Joseph Herveau, Laurent Klein et Meherzia Labidi Maïza, Les religions face aux questions de la vie, Paris, Éditions de l'Atelier, 2005, 95 p. (ISBN 978-2708238107).
- Joseph Boyer, Joseph Herveau, Laurent Klein et Meherzia Labidi Maïza, Les fondements de la vie : guide pédagogique, Paris, Éditions de l'Atelier, 2006, 96 p. (ISBN 978-2708238626).
- Joseph Boyer, Patrick Colle, Joseph Herveau, Laurent Klein et Meherzia Labidi Maïza, Les religions : modes de vie, modes d'emploi, Paris, Éditions de l'Atelier, 2011, 240 p. (ISBN 978-2708241817).